# Anime di carta
| Recensione        | Giudizio |
| ----------------- | -------- |
| All Music Italia  |          |
| Recensiamo Musica | 8,3/10   |
| Rockol            |          |

Anime di carta è il secondo album in studio del cantante italiano Michele Bravi, pubblicato il 24 febbraio 2017 dalla Universal Music Group.

## Descrizione
Annunciato il 20 gennaio 2017, con la rivelazione di titolo e copertina, l'album esce il 24 febbraio dello stesso anno in seguito alla partecipazione di Bravi al Festival di Sanremo 2017 con il singolo Il diario degli errori.
Il disco è stato prodotto da Francesco "Katoo" Catitti e contiene brani scritti, tra gli altri, da Cheope, Matteo De Simone, Luca Leoni, Alessandro Raina.

### Riedizione
Il 24 novembre 2017 l'album è stato ripubblicato con il titolo di Anime di carta - Nuove pagine, composto da un secondo disco contenente quattro inediti e una cover, tra cui il singolo Tanto per cominciare.

## Tracce
1. Come l'equilibrio (intro) – 0:29 (Michele Bravi, Francesco Catitti)
2. Cambia – 3:55 (Matteo De Simone, Riccardo Scirè, Michele Bravi, Francesco Catitti)
3. Diamanti – 3:26 (Andrea Amati, Federica Abbate)
4. Il diario degli errori – 3:26 (testo: Cheope – musica: Federica Abbate, Giuseppe Anastasi)
5. Solo per un po' – 3:01 (Davide Napoleone, Luca Serpenti)
6. Due secondi (cancellare tutto) – 2:34 (testo: Cheope, Luca Leoni – musica: Federica Abbate, Michele Bravi, Luca Leoni)
7. Andare via – 2:32 (testo: Michele Bravi, Francesco Catitti, Alessandro Raina – musica: Michele Bravi, Francesco Catitti)
8. Pausa – 3:20 (Michele Bravi, Alessandro Raina, Francesco Catitti)
9. Shiver – 3:23 (Andreas Pfannenstill)
10. Bones – 2:33 (Patrick Jordan Patrikios)
11. Respiro – 3:15 (Niccolò Contessa, Michele Bravi, Francesco Catitti)
12. Il punto in cui ti ho perso (interludio) – 0:58 (Michele Bravi, Francesco Catitti)
13. Chiavi di casa – 3:01 (Michele Bravi, Francesco Catitti, Antonio Dimartino)

CD bonus nella riedizione Anime di carta - Nuove pagine
1. Nuove pagine (intro) – 1:11 (Michele Bravi, Francesco Catitti)
2. Tanto per cominciare – 2:54 (Roberto Casalino, Federica Abbate, Fabio Gargiulo)
3. Milano – 3:05 (Michele Bravi, C. Franchini, Federica Abbate)
4. Presi male (feat. Mahmood) – 3:53 (Michele Bravi, Alessandro Mahmood, Francesco Catitti)
5. Il sole contro – 3:09 (Michele Bravi, Cheope, Piero Romitelli, E. Munda, Federica Abbate)
6. La stagione dell'amore – 2:43 (Franco Battiato) – originariamente interpretata da Franco Battiato

## Formazione
- Michele Bravi – voce, programmazione
- Francesco "Katoo" Catitti – sintetizzatore, sintetizzatore modulare, tastiera, pianoforte, programmazione, sequencer, basso synth, Fender Rhodes, arrangiamento strumenti ad arco
- Alessandro Sgarabottolo – violino
- Elisa Voltan – violino
- Sofia Di Mambro – violino
- Camilla Maran – violino
- Luisa Zin – violino
- Davide Cattazzo – viola
- Lisa Bulfon – viola
- Arianna Cappato – viola
- Davide Pilastro – violoncello
- Enrico Bertolotti – violoncello
- Matteo Zabadneh – contrabbasso

## Classifiche

### Classifiche settimanali
| Classifica (2017) | Posizione massima |
| ----------------- | ----------------- |
| Italia            | 1                 |

### Classifiche di fine anno
| Classifica (2017) | Posizione |
| ----------------- | --------- |
| Italia            | 39        |